# Amorphophallus scutatus
Amorphophallus scutatus là một loài thực vật có hoa trong họ Ráy (Araceae). Loài này được Hett. & T.C.Chapm. mô tả khoa học đầu tiên năm 2001.